# Agustín Díaz de Mera García-Consuegra
Pour les articles homonymes, voir Agustín García (homonymie), García et Consuegra (homonymie).
Agustín Díaz de Mera García-Consuegra est un homme politique espagnol né le 27 septembre 1947 à Daimiel. Membre du Parti populaire (PP), il est député européen depuis les élections européennes de 2004, réélu lors des élections européennes de 2009.
Au Parlement européen, il siège au sein du Groupe du Parti populaire européen. Il est membre de la Commission des libertés civiles, de la justice et des affaires intérieures, de la délégation à l'Assemblée parlementaire euro-latino-américaine et de la délégation à la Commission parlementaire mixte UE-Chili.

## Biographie

### Mandats
- Adjoint au maire d'Ávila
- Maire d'Ávila (1999-2002)
- Sénateur (1989-1993, 1996-2000 et 2000-2004);
- Député au Congrès des députés (1993-1996)